# Лайбулак
Лайбула́к (каз. Лайбұлақ) — село у складі Урджарського району Абайської області Казахстану. Входить до складу Алтиншокинського сільського округу.
Населення — 347 осіб (2021; 575 у 2009, 735 у 1999, 750 у 1989).
Національний склад станом на 1989 рік:
- казахи — 100 %